# 吉川正博
吉川 正博（よしかわ まさひろ、1963年1月21日 - ）は、日本のバレーボール元選手・指導者。神奈川県出身。元バレーボール全日本女子監督。

## 来歴
中学校からバレーボールを始める。藤沢商業高等学校(現:藤沢翔陵高等学校)から東海大学を経て、1985年にNEC入社。全日本ジュニア、アトランタ五輪のバレーコーチを経て、1997年にはNECレッドロケッツの監督に就任。同年開催の全日本選手権ではチームを初優勝へと導いた。
2001年、葛和伸元の後任として全日本女子バレーボールチーム監督に就任する。同年開催のグラチャンバレーで銅メダルを獲得した。しかし、続くアジア選手権では中国、韓国に及ばず3位決定戦で地元のタイに敗れ、日本女子バレー史上初のアジア選手権メダル無しという結果に終わった。2002年の世界選手権でも予選落ち13位という結果に終わり、大会終了後責任を取る形で辞任した。
2004年7月、NECレッドロケッツの監督に再び就任。第11回Vリーグではチームを優勝へ導き、最優秀監督賞を受賞した。ところが、2005年以降は6位、5位、6位と振るわず、上位4チームによる決勝リーグへ進出することが出来なかった。
2008年5月、NEC監督を退任して社業に専念することが発表された。

## その他
- 2002年に元バレーボール選手の津雲博子と結婚。息子は仙台育英学園高等学校野球部で『第107回全国高等学校野球選手権大会』に出場している[1]。
- 2003年、FNS春高バレーコーチングキャラバンに初参加し、北陸高等学校へ派遣された。
- 現在はFNSで放送される試合を中心に解説者も行っている。